# LHW Bt 250 PS
Die normalspurigen Tenderlokomotiven des Typs LHW Bt 250 PS waren Dampflokomotiven für den leichten Rangier- und Werkbahnbetrieb und wurden von den Linke-Hofmann-Werke (LHW) in Breslau im Jahr 1922 für verschiedene Werkbahnen gebaut. Es sind drei Lokomotiven bekannt, die bei Zechenbahnen in Nordrhein-Westfalen eingesetzt waren.
Eine Lokomotive wurde bis in die 1960er Jahre eingesetzt. Sie ist im Werksmuseum von Alstom (vorher LHB) in Salzgitter-Watenstedt erhalten geblieben.

## Geschichte und Einsatz

### Gelsenkirchener Bergwerks AG
Die Lokomotive mit der Fabriknummer 2539 wurde ab Werk 1922 an die Gelsenkirchener Bergwerks-AG in Dortmund geliefert, wobei deren Bezeichnung dort nicht bekannt ist. 1929 wurde die Lok in der Zeche Westhausen im gleichen Ort eingesetzt, wo sie bis 1940 blieb. Danach kam die Lok zu der Hafenbahn in Wilhelmshaven. 1961 wurde die Lokomotive ausgemustert, 1965 wurde die Lok an das nichtöffentliche Werksmuseum von LHB (heute Alstom) in Salzgitter-Watenstedt gegeben.

### Zeche Dannenbaum
Bei der Zeche Dannenbaum verkehrte die Lokomotive mit der Fabriknummer 2538 aus dem Jahr 1922, sie trug hier die Bezeichnung 5. Die Lok war bis 1940 eingesetzt und wurde dann ausgemustert.

### Zeche Minden
Bei der Zeche Minden verkehrte eine regelspurige Lokomotive von LHW. Von ihr ist lediglich bekannt, dass sie aus den 1920er Jahren stammt, Fabriknummer und Bezeichnung sind nicht bekannt. Spätestens im Jahr 1958, als die Zechenbahn geschlossen wurde, war auch die Lokomotive ausgemustert worden.

## Konstruktion
Die Lokomotiven entsprachen von ihrer Größe her den Rangierlokomotiven für geringe Zuglasten der damaligen Zeit, waren aber etwas größer, leistungsfähiger und schwerer gebaut und hatten ein geräumiges Führerhaus und große Stirnfenster.
Der Blechrahmen hatte einen eingebauten Wasserkasten, dazu besaßen die Lokomotiven zwei seitliche Wassertanks, die ihnen den im Vergleich zu den dreiachsigen Loks vom selben Hersteller großen Wasservorrat von 5,5 m³ ermöglichten. Der Kohlenkasten lag hinter dem Führerhaus. Die Zylinder waren waagerecht angeordnet, die innere Steuerung erfolgte mit schräg liegenden Flachschiebern. Der Kessel lag frei über dem Rahmen. Der vordere Langkesselschuss trug den Dampfdom, der hintere den Sandkasten, der mechanisch beide Achsen von innen sandete. Das geräumige Führerhaus hatte auf dem leicht gewölbten Dach einen längs zur Fahrtrichtung liegenden großen Lüftungsaufsatz. Die Loks besaßen Stangenpuffer.
Die Lokomotiven besaßen nur eine Handbremse. Für den Einsatz bei der Hafenbahn Wilhelmshaven besaß die Lok LHW 2539 eine von außen über Rollbügel zu steuernde Bremse. Zur Signalgebung dienten eine auf dem Führerhausdach angebrachte Dampfpfeife und ein davor auf dem Kesselscheitel platziertes Läutewerk. Die Loks besaßen Petroleumbeleuchtung.